# عبد الناصر الجنابي

عبد الناصر كريم يوسف الجنابي سياسي عراقي وعضو سابق في مجلس النواب العراقي عن جبهة التوافق العراقية. عُيَن عام 2005 في لجنة بصياغة الدستور العراقي، وبعد صياغة الدستور دعا جامعة الدول العربية والأمم المتحدة إلى التدخل لمنع إقراره كقانون. انتخب في الانتخابات التشريعية العراقية في ديسمبر 2005 كأحد نواب جبهة التوافق الـ 44، عن حزب مجلس الحوار الوطني العراقي. وفي تشرين الأول/أكتوبر 2006، قُتلت امرأة عندما أصابت قذائف الهاون منزله في المسيب بمحافظة بابل. وفي مارس/آذار 2007، طلب مجلس القضاء الأعلى العراقي من مجلس النواب رفع الحصانة البرلمانية عنه لمواجهة تهم الاختطاف والإرهاب. وجاء ذلك في أعقاب تبادل للأحاديث في البرلمان في الشهر السابق مع رئيس الوزراء نوري المالكي، الذي قال إنه متورط في اختطاف وقتل 150 شيعياً بالقرب من الحلة في محافظة الأنبار. وفي يوليو/تموز 2007 أعلن الجنابي استقالته من الجبهة والبرلمان والانضمام إلى المقاومة المسلحة. وردت الجبهة والمجلس الوطني بالقول إنهما طردوه، واصفين إياه بـ "مثيرًا للشغب".

## روابط خارجية
- صورة شخصية